# نعيمية (أكلة)

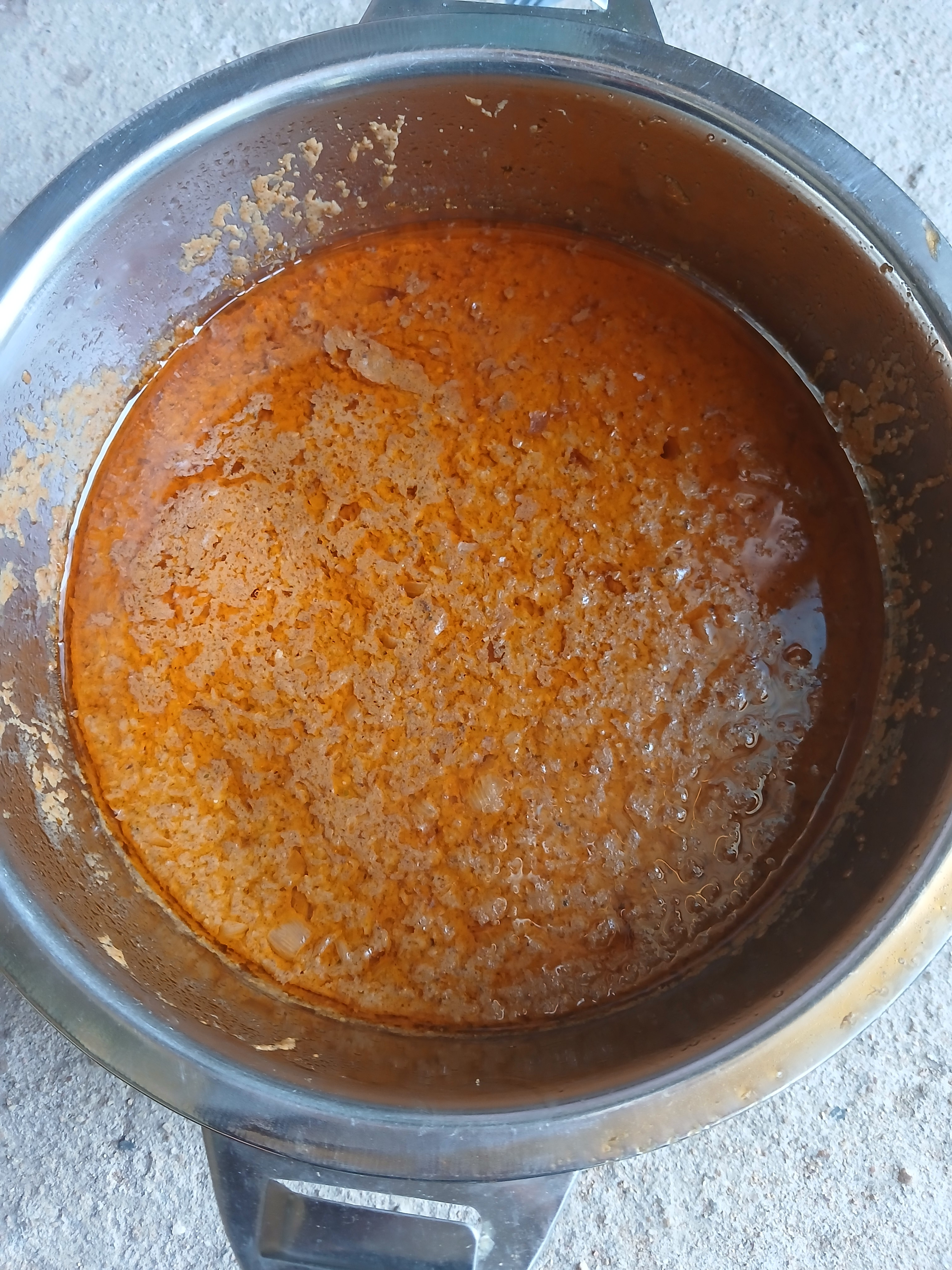
النعيمية

النعيمية أكلة من أصل سوداني، تحضّر غالباً في شهر رمضان المبارك. تتكوّن هذه الوصفة من اللبن الزبادي، بودرة البصل، الزيت، الفول السوداني، الطحين، الملح، الفلفل الأسود، صلصة حارة، معجون الطماطم، الدقيق والماء.
تحتوي وجبة النعيمية (200غ تقريباً) على 329 حرارية و12 غ من الدهون معظمها دهون غير مشبعة.